# Rivula endotricha
Rivula endotricha är en fjärilsart som beskrevs av George Francis Hampson 1926. Rivula endotricha ingår i släktet Rivula och familjen nattflyn. Inga underarter finns listade.